# Palazzo Bonomo Albrizzi

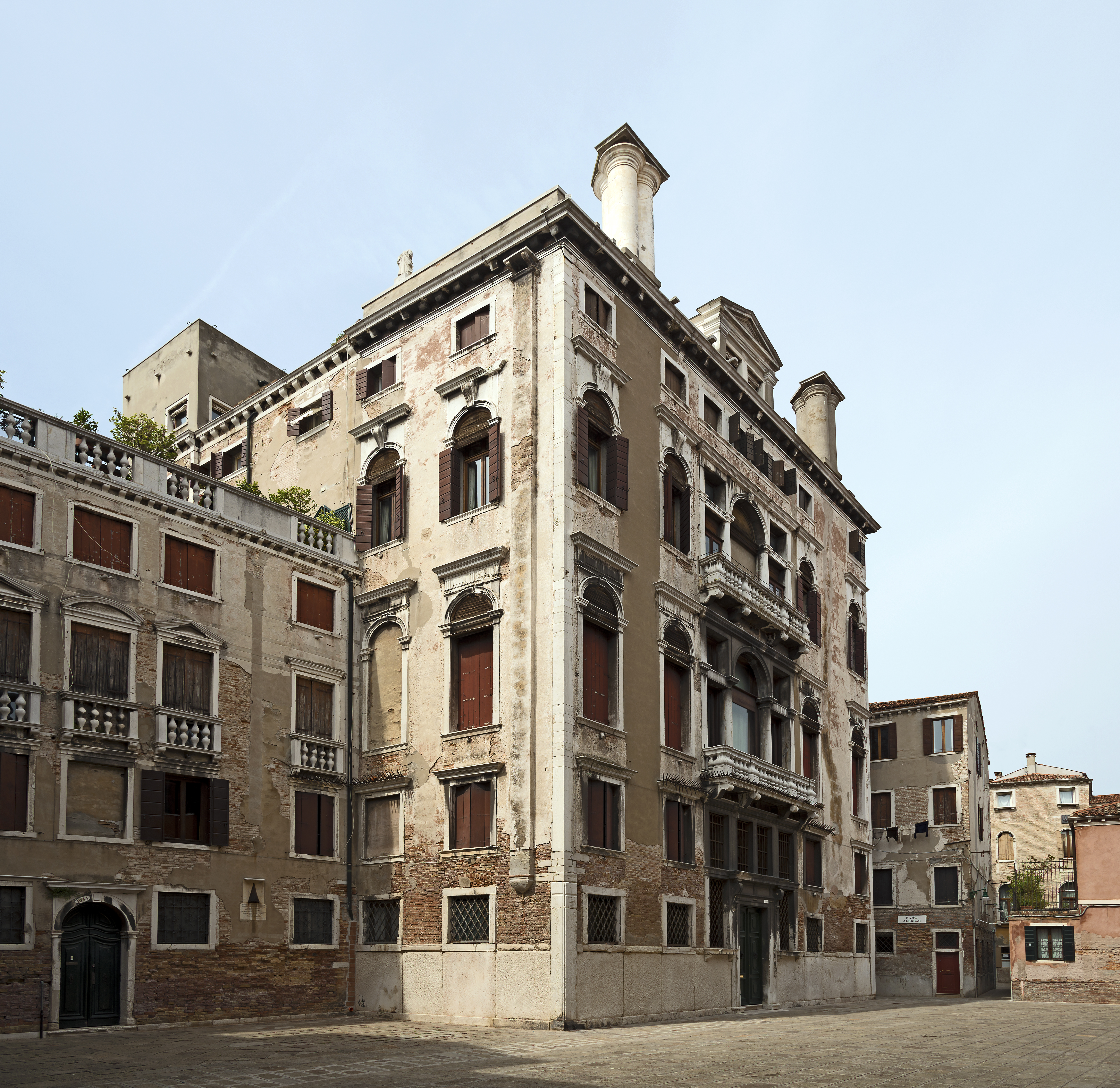
Der Palazzo im Jahr 2015

Der Palazzo Bonomo Albrizzi, auch einfach Palazzo Albrizzi genannt, ist ein Stadtpalast im venezianischen Sestiere San Polo, der sich seit dem 17. Jahrhundert im Besitz der Albrizzi befindet, einer adligen venezianischen Familie. Das von den bürgerlichen Bonomo Ende des 16. Jahrhunderts errichtete Bauwerk am heutigen Campiello Albrizzi (San Polo, 1940) wurde 1648 und 1692 von der Familie Albrizzi erworben. Für den Ausbau in der 2. Hälfte des 18. Jahrhunderts wurde 1771 eine Reihe von kleinen Häusern gekauft und danach abgerissen, die der Präsentation der Fassade im Wege standen. Isabella Teotochi Albrizzi führte im Palast einen literarischen Salon, den etwa Ippolito Pindemonte, Ugo Foscolo oder Antonio Canova besuchten. 
Im Androne, dem Zugang zum Inneren, befindet sich eine Galeerenlaterne des Admiralsschiffes von Angelo Emo. Der Palast birgt, insbesondere im Portego, Stuckarbeiten von Abbondio Stazio (1663–1757). Zudem finden sich dort Malereien von Giovanni Antonio Pellegrini, Antonio Zanchi und Pietro Liberi (letztere um 1670 entstanden). 
Der zum Palast gehörende Garten befindet sich auf der anderen Seite des angrenzenden Rio S. Cassiano und ist nur über eine Privatbrücke erreichbar. Dort befand sich bis 1812 das in diesem Jahr abgerissene Teatro San Cassiano. 

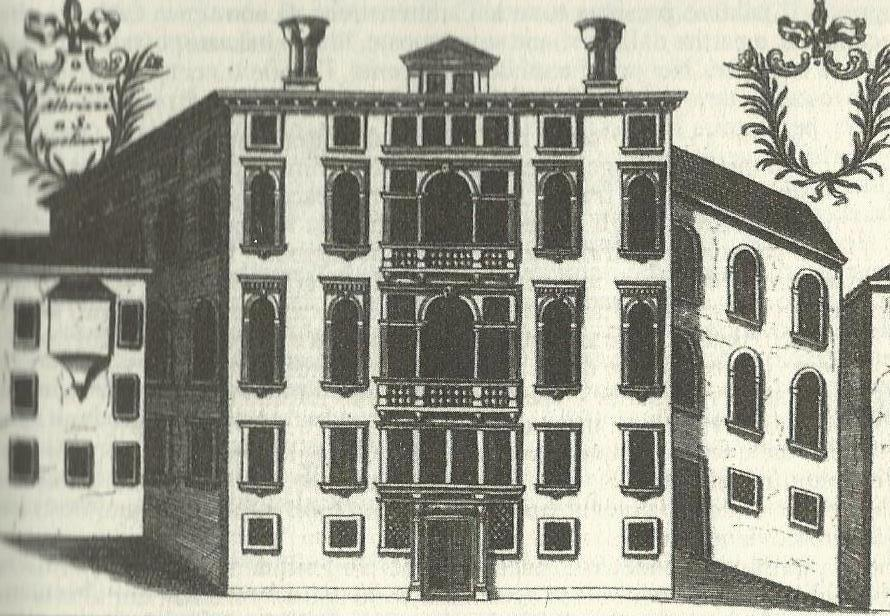
Der Palazzo in einem Kupferstich von Vincenzo Maria Coronelli († 1718)
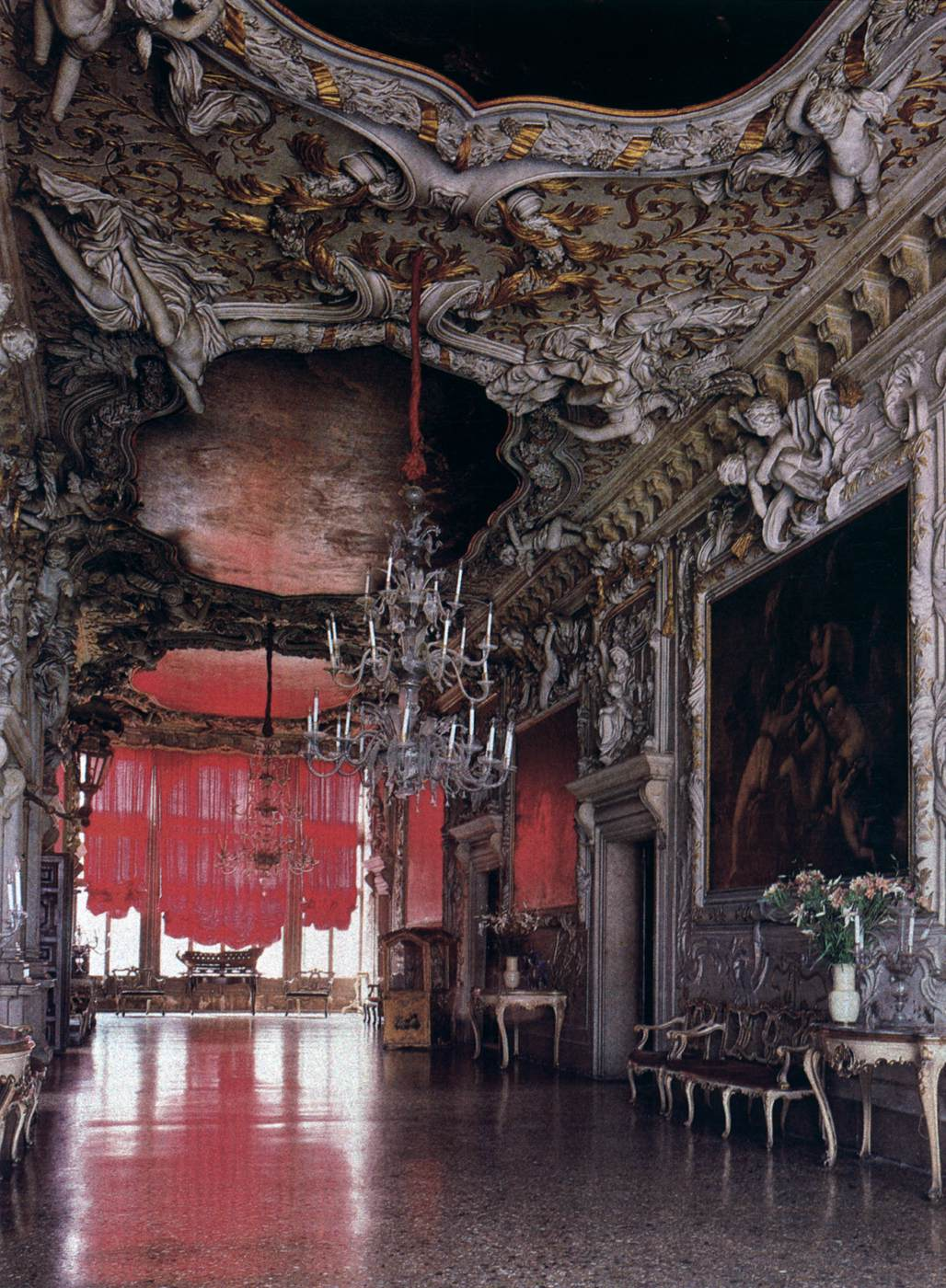
Die Stuckdecke in der Sala
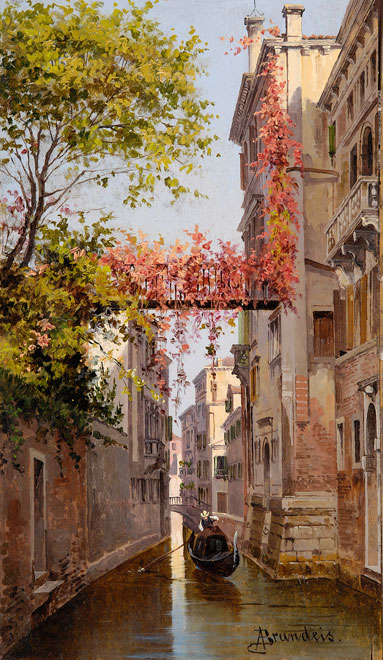
Die Brücke zwischen dem Palazzo Albrizzi und seinem Garten (Gemälde von Antonietta Brandeis, † 1926)